# Frédéric Flachéron
Frédéric Flachéron, wł. Jean François Charles André Flachéron (ur. 26 października 1813 w Lyonie, zm. 28 czerwca 1883 w Paryżu) – francuski pionier fotografii.

## Życiorys
Był synem architekta Louisa Flachérona.  W 1836 przeniósł się do Paryża, gdzie studiował w École royale des beaux-arts między innymi u rzeźbiarza Davida d’Angers’a.  W 1839 przeniósł się do Rzymu, gdzie spotkał swoją przyszłą żonę Caroline Hayard, z którą wziął ślub w 1842.  Około 1847 zainteresował się fotografią, hobby to kontynuował przynajmniej do 1853.  Flachéron stworzył wiele widoków Rzymu, jego styl zbliżony był do stylu Giacomo Canevy. W 1866 powrócił z żoną do Paryża, gdzie zmarł w 28 czerwca 1883.